# Мартин Дюлфер
Мартин Дюлфер e германски архитект и професор, проектирал изграждането на новата железобетонна конструкция на сградата на Народния театър в София през периода 1924 – 1928 г. Възприеман е за капацитет по театрално строителство.
На 27 септември 1924 Мартин Дюлфер пристига от Цариград във Варна, където заедно с назначената общинска комисия в състав Станчо Савов, Дабко Дабков, арх. Ст. Попов и Янко Мустаков обсъжда строежа на градския театър. Той отхвърля идеята за въртяща се сцена, като препоръчва странични и подвижни такива.